# Amorion
Koordinaten: 39° 1′ 13,6″ N, 31° 17′ 20,9″ O

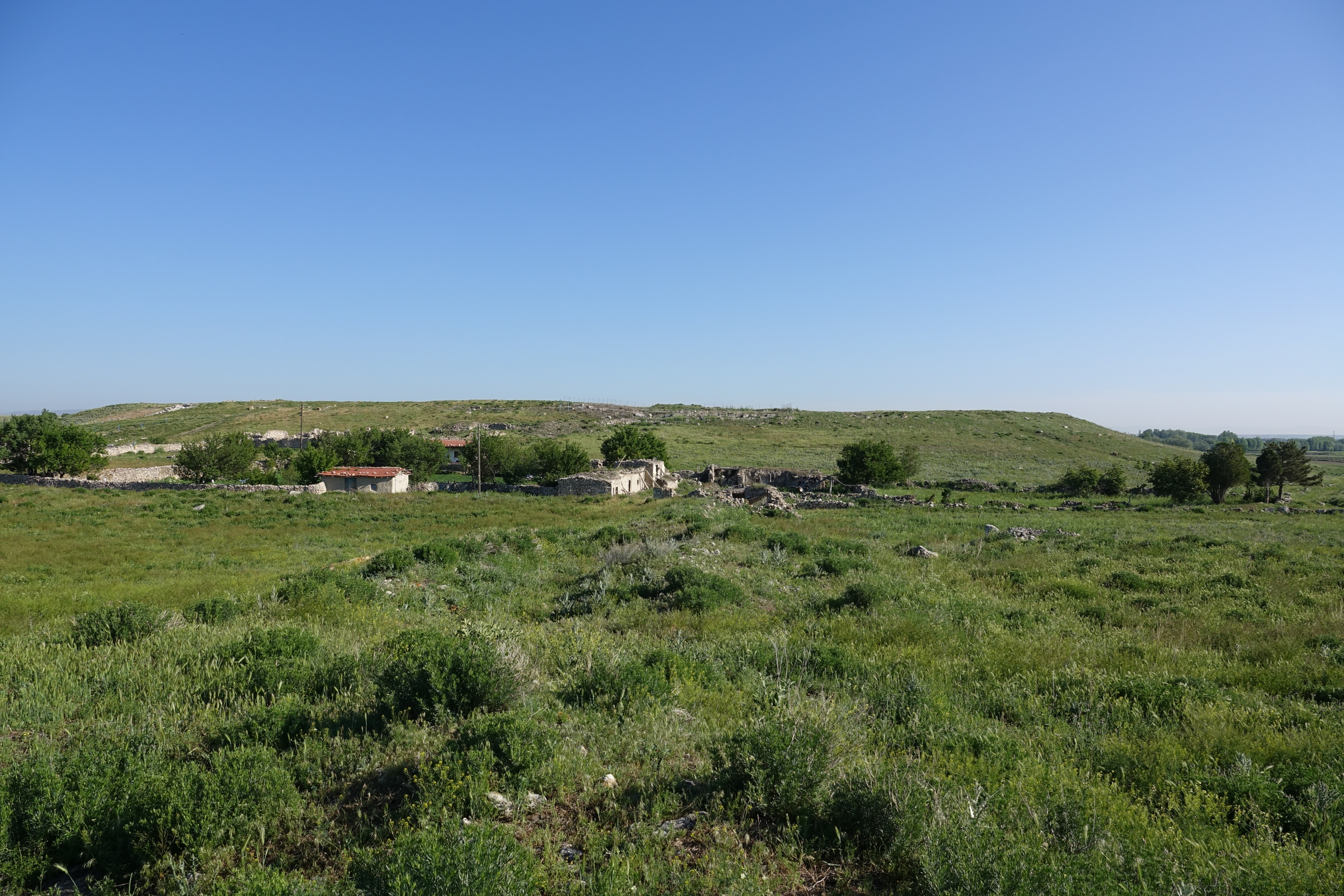
Blick auf das Dorf Hisarkoy und die ehemalige Oberstadt von Amorion

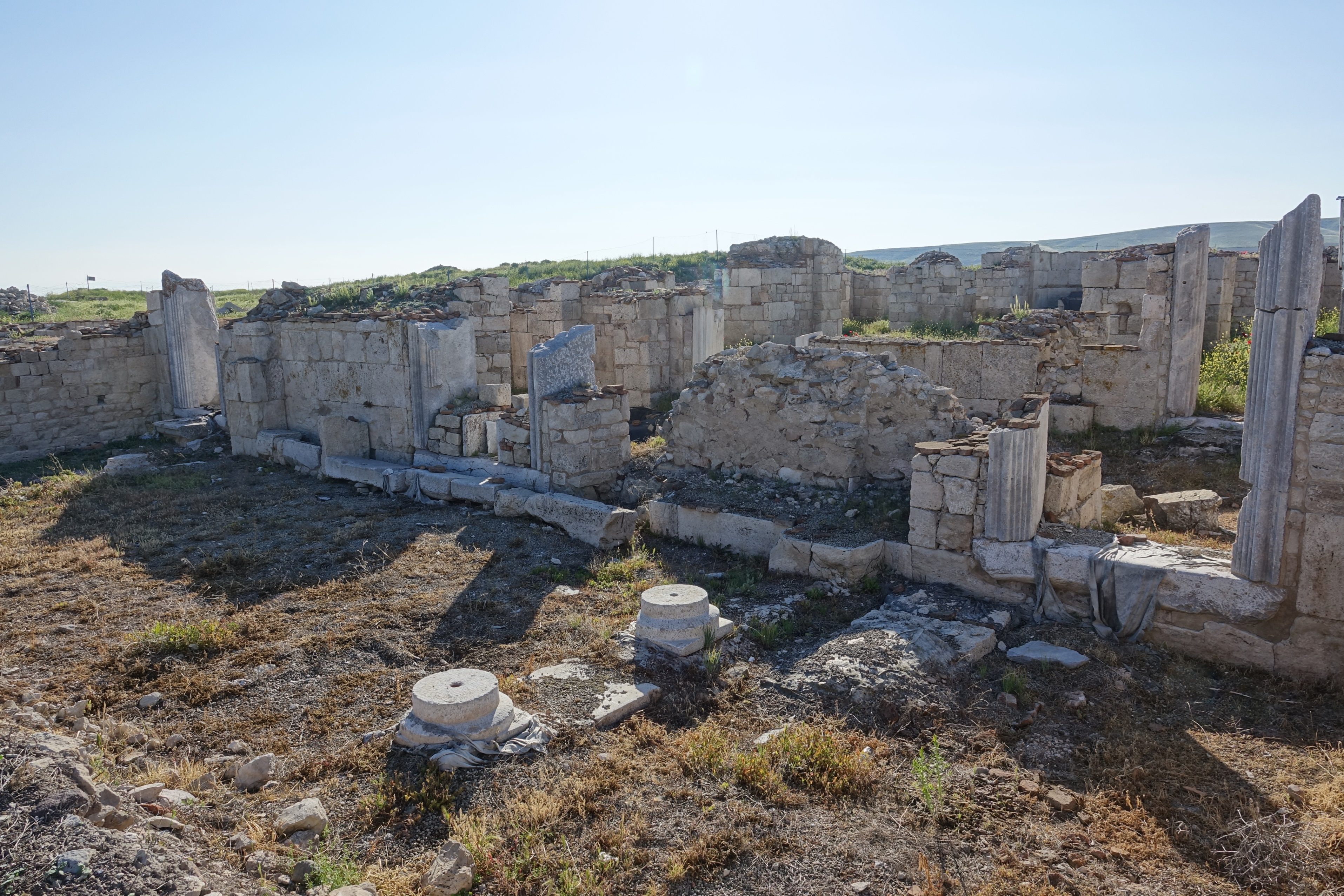
Ausgegrabene Gebäude in der Unterstadt

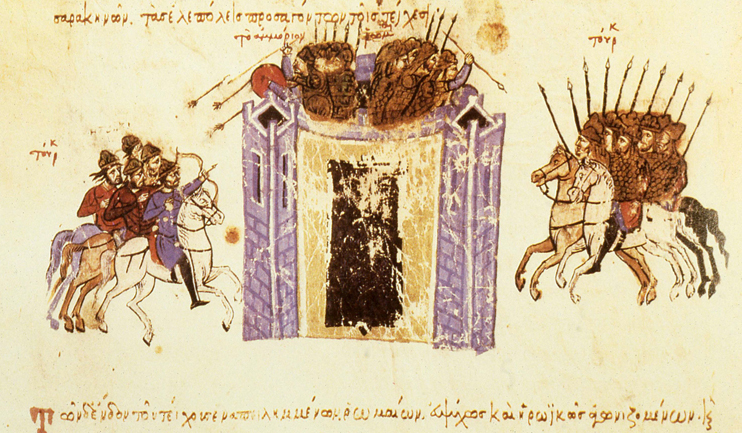
Die arabische Belagerung Amorions im Jahre 838.

Amorion, lateinisch Amorium, war eine römische und später byzantinische Stadt in Phrygien beim heutigen Hisarköy, in der türkischen Provinz Afyonkarahisar, zwölf Kilometer östlich des Bezirksorts Emirdağ.
Amorion war in der byzantinischen Zeit als Kastron eine der bedeutendsten und stark befestigten Städte Kleinasiens. Im 9. Jahrhundert lag der Durchmesser der Stadt bei etwa einem Kilometer, was zu der Zeit beachtlich war. Sie beherbergte das Hauptquartier des Themas von Anatolien (Théma tôn Anatolikôn). Die Stadt lag an der Straße, die von Ankyra über Afyon und Dorylaeum nach Ikonion führte. In der Umgebung der Stadt befanden sich die antiken Städte Pessinus, Germia und Vindia.
Amorion war ein wichtiges byzantinisches Bollwerk gegen die islamische Expansion in Zentralanatolien. Die ersten Angriffe auf die Stadt fanden um 641 statt und setzten sich in den folgenden zwei Jahrhunderten fort. Die Stadt wurde 668 von den Arabern eingenommen und wenig später von Byzanz zurückerobert. Die Belagerungen von 716 und 796 wurden abgewehrt. 838 schließlich wurde die Stadt unter dem Kalifen al-Muʿtasim erobert und zerstört. Al-Muʿtasim ließ die Stadt, aus der der byzantinische Herrscher Theophilos stammte, schleifen, um sich für die Zerstörung von Zapetra (Syrien), angeblich Al-Mu’tasims eigener Geburtsstadt, zu rächen. Viele Einwohner wurden ermordet, die übrigen versklavt. Der arabische Dichter Abu Tammam schrieb eine Ode zur Eroberung von Amorion. 42 Adlige, die als Geiseln genommen worden waren und den Tod der Konversion zum Islam vorzogen, wurden 845 in Samarra (Irak) exekutiert und werden in der christlichen Heiligenlehre als die 42 Märtyrer von Amorion bezeichnet.
Seit 1988 finden hier englische Ausgrabungen statt, zunächst unter der Leitung von R. Martin Harrison, jetzt von Chris Lightfoot.
Vom Namen der Stadt leitet sich die Bezeichnung der amorischen Dynastie ab.